# Султантепе (Стамбул)
Султантепе — район в ильче Ускюдар азиатской части Стамбула.

## Общие сведения
Район Султантепе сосредоточен на вершине холма с видом на исторический центр Ускюдара. Район был расширен, и в него были включены район Хаджи Хесна Хатун, части района Сельманага и части районов Икадие и Кузгунджук.

## Этимология
Название Султантепе означает «холм султана».

## История
В период Византии на вершине холма стояло здание с мраморными колоннами, возможно, церковь.
Во времена Османской империи этот район был выбран в качестве резиденции женщиной при дворе Сулеймана Великолепного, Хаджи Хесна Хатун (леди Хесна Хаджи), няней его дочери Михримах Султан. Когда Михримах выросла, а Хесна готовилась к отставке, Хесна попросила Михримах указать место, откуда она могла бы наблюдать за султаном и его дворцом. Михримах передала ей землю, которая сейчас называется Султантепе, и построила для нее на ней резиденцию. У Михримах был туберкулез, и врачи отправили ее в Султантепе подышать более здоровым воздухом. Хесна сопровождала ее, и построила там мечеть.

## Достопримечательности
Султантепе является жилым районом. Вдоль проспекта Селмани Пак на южной окраине района и вокруг площади на вершине холма сосредоточены розничные предприятия.
На территории района действуют начальная школа Султантепе, средняя школа Халиде Эдиб Адывар, высшая коммерческая школа Ускюдара. 
Школа была основана в доме турецкой писательницы и педагога Халиде Эдиб Адывар в 1925 и 1937 годах; однако дом рухнул в 1939 году. На его месте была построена нынешняя начальная школа Султантепе.
В районе расположены мечети Хаджи Хесна Хатун (построена в XVI веке, перестроена в 1900 году, отремонтирована в 1957 году), Баки Эфенди (построена в 1644 году, отремонтирована в 1875 году), Мирзазаде (построена в 1730-1731 гг.) около вершина холма, Шейх Мустафа Девати и Абди Эфенди в бывшем районе Сельманага; Абдуррахман Ага (построена в 1766–1767 годах, перестроена в 1832–33, 1965 и 1995 годах) в Пашалиманы.
Одним из важнейших исторических объектов района является Узбеклер Теккеси (Ложа узбеков Дервишей), впервые построенная в 1750-х годах для паломников из Средней Азии, возможно, на месте, где такие паломники традиционно разбивали свои палатки. 
Текке находился в ведении ордена Накшбандия и был перестроен в 1844 году. Он сыграл роль в турецкой войне за независимость как убежище и место встречи членов сопротивления, центр связи, госпиталь и оружейный склад. 
К северо-востоку от ложи находится кладбище текке, на котором находятся могилы шейхов текке и других, связанных с текке. Среди похороненных Мюнир Эртегун, Несухи Эртегун и Ахмет Эртегун. У входа на кладбище находится могила Али Ризы Эфенди.
Самая большая зелёная зона — Парк Фетхи-паша на северо-восточной окраине района.